# Иваск, Юрий Павлович
Ю́рий Па́влович Иваск, Джордж Иваск (англ. George Ivask, эст. Jüri Ivask; 19 августа (1 сентября) 1907, Москва — 13 февраля 1986, Амхёрст) — русский поэт, литературный критик, редактор, педагог, американский историк русской литературы.

## Биография и творчество
Родился в купеческой семье. Отец — эстонец, живший в Москве, мать — русская, её девичья фамилия Живаго. Юрий учился в Московской гимназии.
В 1920 году вместе с родителями переехал в Эстонию, где в 1926 году окончил Ревельскую городскую русскую гимназию (ныне — Таллинская Центральная русская гимназия). Считал себя русским и лишь в американской эмиграции сблизился с эстонскими кругами (поэтом Алексисом Раннитом и др.). В своем «Последнем слове», опубликованном в отрывках посмертно, 2 марта 1986 года, он писал:

Я навсегда остался без русского пространства под ногами, но моей почвой стал русский язык, и моя душа сделана из русского языка, русской культуры и русского православия.

Окончил юридический факультет Тартуского университета (1932).
Во время тотальной мобилизации молодых мужчин в германскую армию (чаще всего в Эстонский легион в её составе) в 1943—1944 годах был мобилизован, но из-за болезни лёгких никогда не был на фронте. Во время нацистской оккупации Иваск активно сотрудничал с газетой «Северное слово», издававшейся на русском языке немецкими оккупационными властями. Основной работой Иваска в этот период  была служба в эстонской полиции в чине вахмистра.
В 1944 году перед наступлением советских войск бежал в Германию, в 1946—1949 годах изучал философию и славистику в Гамбургском университете.
C 1949 года в США, в 1954 году в Гарвардском университете защитил диссертацию «Вяземский как литературный критик». В 1955 году стал американским гражданином. В дальнейшем преподавал в различных американских университетах (Канзас, Индиана, Вашингтон), в 1969—1977 годах профессор и заведующий кафедрой русской литературы Университета штата Массачусетс (город Амхёрст), с 1977 года на пенсии. В 1955—1958 годах был редактором журнала «Опыты».
В 1930-е годы Иваск поддерживал переписку и встречался в ходе поездок в Париж с Г. Адамовичем, Г. Ивановым, З. Гиппиус, Д. Мережковским, М. Цветаевой, публиковался в журналах и альманахах «Путь», «Числа», «Современные записки» и др. Первая книга Иваска издана в 1938 году.
Творчество Иваска, принадлежащее к русской литературе изгнания, начиналось в рамках консервативной, пассеистской поэтики первой эмиграции, приближаясь в некоторых проявлениях к «парижской ноте». В послевоенных стихах Иваска усиливается элемент звуковой игры, учащается столкновение высокой и низкой лексики; сам Иваск называл свою манеру «необарокко». Преемником Иваска в этой традиции стал Дмитрий Бобышев, осуществивший несколько посмертных публикаций произведений Иваска. Несколько особняком стоит в творчестве Иваска своеобразная автобиография в стихах «Человек играющий» (1973, отдельное издание 1988), построенная по принципу свободного монтажа.
Своим предшественником Иваск считал Г. Державина. Основным духовным опытом стало для него знакомство с древнемексиканской религиозной культурой, начавшееся в 1956 году и далее углублённое шестью поездками в Мексику.

Богатство метафор, словесная игра (от русского языка XVIII века до обэриутов), биографические и литературные аллюзии (отчасти разъяснённые в примечаниях) и оттенки в духе необарокко обусловливают духовное, историческое и формальное многообразие поэзии Иваска.
— Вольфганг Казак
Иваск составил антологию поэтов первой и второй эмиграции «На Западе» (Нью-Йорк, 1953), подготовил к публикации книги Г. П. Федотова (1952), В. В. Розанова (1956) и др. Ему принадлежит также монография о Константине Леонтьеве (1974).
Дружил с Г. Флоровским, о. А. Шмеманом, встречался с папой Иоанном Павлом II. Автор многочисленных статей о русской литературе.
Архив Иваска находится в библиотеке Йельского университета (США).
Жена — Тамара Георгиевна (урожденная Межак; ? — 21 августа 1982, г. Нортхэмптон, похоронена на кладбище г. Амхерста, около могилы Эмилии Дикинсон).

## Сочинения

### Стихи
- Царская осень. — Париж, 1953.
- Хвала. — Вашингтон, 1967. Название отражает религиозно обоснованное положительное восприятие жизни, открывающее в земных страданиях надвременной порядок.
- Золушка. — Нью-Йорк, 1970.
- Завоевание Мексики. — Холиок, 1984.
- Я — мещанин. — Холиок, 1986.
- Играющий человек: поэма = Homo ludens: a poem. — Париж — Нью-Йорк, изд. «Третья волна» 1988 (впервые: «Возрождение», Париж, № 240—242, 1973). Поэма, в которой хронологическое изложение этапов собственного жизненного пути сочетается с размышлениями об основных вопросах бытия. Одним из существенных источников этого произведения является английская метафизическая поэзия.
- В январе 2023 года его стихотворение Гласные вошло в музыкальный альбом «После России», посвященный поэтам «незамеченного поколения» первой волны российской эмиграции, в исполнении дуэта Королев Попова[6][7].

### Проза
- Городачек: (Из книги «Родина») // Новое русское слово. — Нью-Йорк, 1949.— 15 августа (№ 13625). — С. 2, 3.
- Родина: (Отрывок из готовящейся к печати книги...) / [Примеч. ред.] // Новое русское слово. — Нью-Йорк, 1949.— 30 октября (№ 13701). — С. 2, 7.
- Итальянские стихи [В. Маркова] // Новое русское слово. — Нью-Йорк, 1949.— 20 ноября (№ 13722). — С. 8.
- Гамбургские иконописцы // Новое русское слово. — Нью-Йорк, 1950.— 7 февраля (№ 13801). — С. 3.
- 25-летие Свято-Сергиевской академии (1925—1950) // Новое русское слово. — Нью-Йорк, 1950.— 29 апреля (№ 13882). — С. 3.
- Николай Белоцветов // Новое русское слово. — Нью-Йорк, 1950.— 21 мая (№ 13904). — С. 3.
- Игорь Северянин // Новое русское слово. — Нью-Йорк, 1950.— 16 июля (№ 13960). — С. 8.
- Третий Час [Журнал религиозной мысли] // Новое русское слово. — Нью-Йорк, 1951.— 11 февраля (№ 14171). — С. 8.
- Русские народные песни: [О книге: Maler Elsa. Altrussische Lieder aus dem Pečoryland.— Basel, 1951] // Новое русское слово. — Нью-Йорк, 1951.— 30 сентября (№ 14401). — С. 8.
- Г. П. Федотов — публицист // Новое русское слово. — Нью-Йорк, 1951.— 28 октября (№ 14429). — С. 2.
- Мифы о Гоголе // Новое русское слово. — Нью-Йорк, 1952.— 2 марта (№ 14555). — С. 2, 8.
- Инфернальная женщина: (Из первой части книги о Розанове) // Новое русское слово. — Нью-Йорк, 1952.— 20 июля (№ 13960). — С. 3, 7.
- Четыре критика // Новое русское слово. — Нью-Йорк, 1953.— 1 марта (№ 14918). — С. 3, 8.
- Разговор о литературе: Что актуально? // Новое русское слово. — Нью-Йорк, 1953.— 15 марта (№ 14932). — С. 8.
- Английский поэт в Америке [У. Г. Оден] // Новое русское слово. — Нью-Йорк, 1953.— 12 апреля (№ 14960). — С. 8.
- Белинский: критик, интеллигент // Новое русское слово. — Нью-Йорк, 1953.— 21 июня  (№ 15030). — С. 2.
- Американская молодежь и литература: [Предисловие к заметкам Ричарда Ренфильда] // Новое русское слово. — Нью-Йорк, 1953.— 12 июля  (№ 15051). — С. 8.
- Письмо о литературе // Новое русское слово.— Нью-Йорк, 1954.— 21 марта (№ 15303).— С. 8.
- Исторические пути православия: [О книге о. А. Шмемана] // Новое русское слово.— Нью-Йорк, 1954.— 18 июля (№ 15422).— С. 8.
- Взыскательный критик: (О Ходасевиче) // Новое русское слово.— Нью-Йорк, 1954.— 5 сентября (№ 15471).— С. 8.
- Еретик Константин Леонтьев: [О книге: Леонтьев К. Египетский голубь. Дитя души / С предисл. Б. Филиппова.— Нью-Йорк, 1954] // Новое русское слово.— Нью-Йорк, 1954.— 26 сентября (№ 15492).— С. 8.
- Евгений Онегин и Мельмот // Новое русское слово.— Нью-Йорк, 1955.— 17 июля (№ 15786).— С. 8.
- Неделя в Мексике // Новое русское слово.— Нью-Йорк, 1956.— 13 мая (№ 15660).— С. 2, 7.
- О читателях Цветаевой // Новое русское слово.— Нью-Йорк, 1957.— 30 июня (№ 16073).— С. 8.
- Алексей Михайлович Ремизов // Новое русское слово.— Нью-Йорк, 1957.— 15 декабря (№ 16241).— С. 8.
- Святки в Мексике: (Путевые очерки) // Новое русское слово.— Нью-Йорк, 1958.— 26 января (№ 16283).— С. 2.
- Николай Авдеевич Оцуп (1894—1958) // Новое русское слово.— Нью-Йорк, 1959.— 18 января (№ 16740).— С. 8.
- Высота суждения: О двух книгах Пастернака: «Доктор Живаго» и «Автобиография» // Новое русское слово.— Нью-Йорк, 1959.— 8 февраля (№ 16761).— С. 2, 7.
- Мексиканские обряды и забавы // Новое русское слово.— Нью-Йорк, 1959.— 29 ноября (№ 17055).— С. 3.
- «Линии» Чиннова // Новое русское слово.— Нью-Йорк, 1962.— 18 февраля (№ 17877).— С. 8.
- Розанов о Леонтьеве: (Из книги о К. Н. Леонтьеве) // Новое русское слово.— Нью-Йорк, 1963.— 24 февраля (№ 18248).— С. 2.
- Яннина // Новое русское слово.— Нью-Йорк, 1963.— 16 июня (№ 18360).— С. 2.
- Тонанцинтла // Новое русское слово.— Нью-Йорк, 1963.— 10 ноября (№ 18507).— С. 2, 5.
- Тараскания // Новое русское слово.— Нью-Йорк, 1963.— 15 декабря (№ 18542).— С. 2.
- Странствия — Равенна // Новое русское слово.— Нью-Йорк, 1964.— 2 февраля (№ 18591).— С. 3.
- Адамович — критик // Новое русское слово.— Нью-Йорк, 1964.— 5 апреля (№ 18654).— С. 2.
- Одностроки Маркова // Новое русское слово.— Нью-Йорк, 1964.— 24 мая (№ 18703).— С. 8.
- Древности Майанские // Новое русское слово.— Нью-Йорк, 1964.— 1 ноября (№ 18864).— С. 2.
- По Мексике: 1. На столичном Зокало; 2. Дети Санчеса: [О книге О. Люиса]; 3. Таско // Новое русское слово.— Нью-Йорк, 1964.— 22 ноября (№ 18885).— С. 2.
- Поэзия Всеволода Пастухова // Новое русское слово.— Нью-Йорк, 1967.— 9 апреля (№ 19753).— С. 8.
- Федор Сологуб. К сорокалетию со дня смерти: 1927 — 1967 // Русская мысль.— Париж, 1967.— 7 декабря (№ 2664).— С. 7.
- На балконе Европы: (Португалия) // Новое русское слово.— Нью-Йорк, 1968.— 22 сентября (№ 20285).— С. 3; 29 сентября (№ 20292).— С. 8.
- Т. И. Остроумова-Неннесберг // Новое русское слово.— Нью-Йорк, 1970.— 15 марта (№ 21824).— С. 5.
- Американская нота // Новое русское слово.— Нью-Йорк, 1971.— 7 марта (№ 22181).— С. 3, 4; Русская мысль.— Париж, 1971.— 15 апреля (№ 2838).— С. 7.
- Воспоминания Татьяны Высоцкой // Новое русское слово.— Нью-Йорк, 1972.— 5 марта (№ 22545).— С. 5.
- Светлейшие слова: (О сборнике Валериана Дряхлова «Проблески») // Новое русское слово.— Нью-Йорк, 1973.— 11 марта (№ 22916).— С. 7.
- Заповедник Валерия Перелешина // Новое русское слово.— Нью-Йорк, 1973.— 18 марта (№ 22923).— С. 5.
- [К вольному переводу с испанского сонета Мигеля де Гевара (?) «Христу Распятому»] // Новое русское слово.— Нью-Йорк, 1973.— 29 апреля (№ 22965).— С. 3.
- «Ожидание» Вл. Варшавского // Новое русское слово.— Нью-Йорк, 1973.— 5 августа (№ 23063).— С. 4.
- Второе крещение Руси: [В. Максимов «Карантин», «Семь дней творения»] // Новое русское слово.— Нью-Йорк, 1973.— 25 ноября (№ 23162).— С. 5.
- «Избранная лирика» Странника // Новое русское слово.— Нью-Йорк, 1974.— 27 января (№ 23222).— С. 5.
- Турин // Новое русское слово.— Нью-Йорк, 1974.— 9 июня (№ 22338).— С. 2.
- Образы Англии: Лондон // Новое русское слово.— Нью-Йорк, 1974.— 27 октября (№ 23458).— С. 3; 17 ноября (№ 23476).— С. 8.
- Памяти Е. П. Шуваловой // Новое русское слово.— Нью-Йорк, 1975.— 18 февраля (№ 23555).— С. 4.
- 80-летие Владимира Васильевича Вейдле // Новое русское слово.— Нью-Йорк, 1975.— 16 марта (№ 23578).— С. 2.
- Последняя дочь Розанова // Новое русское слово.— Нью-Йорк, 1975.— 8 июня (№ 23650).— С. 5: портр.
- «Конь рыжий» Романа Гуля // Новое русское слово.— Нью-Йорк, 1975.— 15 июня (№ 23656).— С. 5.
- Валерий Перелешин о поэзии // Новое русское слово.— Нью-Йорк, 1975.— 27 июля (№ 23692).— С. 5.
- Эрмитаж в Нью-Йорке // Новое русское слово.— Нью-Йорк, 1975.— 12 октября (№ 23758).— С. 3.
- Бунин в Юрьеве // Новое русское слово.— Нью-Йорк, 1975.— 23 ноября (№ 23794).— С. 5.
- Писатель-путеец: [Н. Г. Гарин-Михайловский] // Новое русское слово.— Нью-Йорк, 1975.— 14 декабря (№ 23812).— С. 5.
- Загадка Стефана Малларме // Новое русское слово.— Нью-Йорк, 1976.— 18 января (№ 23842).— С. 5.
- Третья часть «Мёртвых душ»: О книге Абрама Терца (Синявского) «В тени Гоголя» // Новое русское слово.— Нью-Йорк, 1976.— 1 февраля (№ 23854).— С. 5, 6.
- Суханово: Глава из книги воспоминаний «Повесть о стихах» // Новое русское слово.— Нью-Йорк, 1977.— 26 июня (№ 23293).— С. 2.
- Дмитрий Иванович Чижевский (1894—1977) // Новое русское слово.— Нью-Йорк, 1977.— 7 июля (№ 23302).— С. 3. Опечатка в заглавии: Михаил.
- Отклик на смерть Набокова // Новое русское слово.— Нью-Йорк, 1977.— 22 июля (№ 23315).— С. 2, 3.
- Повесть о стихах: 1. Крым // Новое русское слово.— Нью-Йорк, 1977.— 28 августа (№ 23347).— С. 5, 8.
- Ольга Александровна Шор // Новое русское слово.— Нью-Йорк, 1978.— 28 мая (№ 24581).— С. 5.
- Как это интересно! // Новое русское слово.— Нью-Йорк, 1978.— 25 июня (№ 24605).— С. 5.
- «Трясуны»: прошлое и настоящее // Новое русское слово.— Нью-Йорк, 1978.— 30 июля (№ 24635).— С. 7.
- Тихие думы Сергея Булгакова // Новое русское слово.— Нью-Йорк, 1978.— 24 ноября (№ 24735).— С. 2.
- Стихотворение о новом папе [Иоанне-Павле II] // Новое русское слово.— Нью-Йорк, 1979.— 28 февраля (№ 24817).— С. 3 (Письма в редакцию).
- «Кукха» Ремизова // Новое русское слово.— Нью-Йорк, 1979.— 18 марта (№ 24833).— С. 5.
- Друг Константина Леонтьева: [О книге: Леонтьев К. Отец Климент Зедергольм иеромонах Оптиной Пустыни. — Париж, 1978] // Новое русское слово.— Нью-Йорк, 1979.— 3 июня (№ 24899).— С. 8.
- Прекрасная Россия Теофиля Готье // Новое русское слово.— Нью-Йорк, 1979.— 14 августа (№ 24960).— С. 2.
- Нобелевский лауреат Элитис // Новое русское слово.— Нью-Йорк, 1979.— 18 ноября (№ 25043).— С. 5.
- Русская литературная жизнь в Эстонии // Новое русское слово.— Нью-Йорк, 1979.— 14 декабря (№ 25065).— С. 4.
- «Воронежские тетради» Мандельштама // Новое русское слово.— Нью-Йорк, 1980.— 18 мая (№ 25199).— С. 5.
- Если бы не было революции (отрывки из романа) // Русская мысль.— Париж, 1980, 1.12; 1981, 22.1., 29.1., 12.3., 19.3. и 25.6.
- Ранняя Цветаева // Новое русское слово.— Нью-Йорк, 1981.— 5 апреля (№ 25475).— С. 2, 8.
- Художник и писатель [М. Ф. Нечитайло-Андреенко] // Новое русское слово.— Нью-Йорк, 1981.— 6 сентября (№ 25607).— С. 5.
- Широкая улыбка: Памяти Н. Е. Андреева (1908—1982) // Новое русское слово.— Нью-Йорк, 1982.— 14 марта (№ 25769).— С. 5, 9.
- «Новый журнал» №№ 144 и 145 // Новое русское слово.— Нью-Йорк, 1982.— 4 апреля (№ 25787).— С. 2, 4.
- Второй том Цветаевой // Новое русское слово.— Нью-Йорк, 1982.— 4 июля (№ 25865).— С. 5.
- Книга о Зайцеве // Новое русское слово. — Нью-Йорк, 1983.— 6 февраля (№ 26051). — С. 5.
- Благожелательный Бахрах // Новое русское слово.— Нью-Йорк, 1985.— 28 декабря (№ 26980).— С. 5.
- Последнее слово // Новое русское слово.— Нью-Йорк, 1986.— 2 марта (№ 27034).— С. 4.
- Завоевание Мексики, 1986
- Повесть о стихах (1987)
- Похвала российской поэзии (Таллин, 2002)